# جيرارد باست
جيرارد باسّت (بالفرنسية: Gérard Basset)‏ (بالإنجليزية: Gerard Basset)‏ هو مدير الفندق بريطاني وفرنسي، ولد في 7 مارس 1957 في سانت إتيان في فرنسا، وتوفي في 16 يناير 2019 بسبب سرطان المريء.